# Вадаш (Муреш)
Вадаш (рум. Vădaș) насеље је у Румунији у округу Муреш у општини Њауа. Oпштина се налази на надморској висини од 387 m.

## Становништво
Према подацима из 2002. године у насељу је живело 401 становника.

### Попис2002.
| Расподела становништва по националности 2002.‍ | Расподела становништва по националности 2002.‍ | Расподела становништва по националности 2002.‍ | Расподела становништва по националности 2002.‍ | Расподела становништва по националности 2002.‍ |
| --------------------------------------------- | --------------------------------------------- | --------------------------------------------- | --------------------------------------------- | --------------------------------------------- |
|                                               |                                               |                                               |                                               |                                               |
| Мађари                                        | Мађари                                        |                                               | 368                                           | 92,2%                                         |
| Роми                                          | Роми                                          |                                               | 31                                            | 7,8%                                          |